# Rozbitki (komedia)
Rozbitki – komedia Józefa Blizińskiego w czterech aktach. Prapremiera odbyła się w Krakowie 24 maja 1881 roku.

## Treść
Tematem utworu jest mezalians małżeński stosowany w celu ratowania pozycji materialnej rodziny. Autor poddaje krytyce przedstawicieli arystokracji. Cynizm i rozrzutność starszego pokolenia  doprowadziły do sytuacji tak dramatycznej, że młodzież zmuszona jest do zbliżenia z bogatym, lecz niższym klasą mieszczaństwem. Państwo Czarnoskalscy decydują się sprzedać córkę parweniuszowi Straszowi, a syna ożenić z córką bogatego kupca – Dzieńdzierzyńskiego.
Pełny tekst:  Rozbitki  w Wikiźródłach 

  Pobierz jako: EPUB   • PDF   • MOBI  

## Spektakle radiowe
- Rozbitki (1951, adapt. i reż. Władysław Krasnowiecki)[4]
- Rozbitki (1974, adapt. i reż. Wojciech Maciejewski)[5]

## Spektakl telewizyjny
W 1976 r. w Teatrze Telewizji wyemitowano spektakl Rozbitki w reżyserii Józefa Słotwińskiego.